# Довгий Колодязь (Курська область)
Довгий Колодязь (рос. Долгий Колодезь) — село в Біловському районі Курської області Російської Федерації.
Населення становить 375 осіб. Входить до складу муніципального утворення Корочанська сільрада.

## Історія
Населений пункт розташований на території українського етнічного та культурного краю Східна Слобожанщина.
Від 2004 року входить до складу муніципального утворення Корочанська сільрада.

## Населення
| 2002 | 2010 |
| ---- | ---- |
| 520  | ↘375 |